# Svensk Lufttrafik
Svensk Luftrafik ( SLA, SLAB, Svenska Lufttrafikbolaget ) era uma companhia aérea sueca com sede em Estocolmo. A empresa foi fundada em 7 de fevereiro de 1919, seu primeiro voo operando em 7 de agosto de 1920. As operações de voo da empresa foram encerradas em 1921.
A SLAB operou serviços de correio aéreo em cooperação com a Deutsche Luft-Reederei, um precursor da Lufthansa, e operou um serviço regular de passageiros Copenhagen – Malmö – Warnemünde. Em 1921, a empresa construiu o aeroporto de hidroaviões Lindarängen (Lindarängens flyghamn) em Estocolmo e iniciou os serviços regulares para Reval, mais tarde conhecida como Tallinn, capital da Estônia, com um Junkers F.13 e dois barcos voadores SIAI S.16. A frota também incluiu 10 aeronaves LVG C.VI da alemã Luftverkehrsgesellschaft, das quais apenas duas permaneceram em condições de aeronavegabilidade após a liquidação da empresa.
O aeroporto de Lindarängen foi vendido para a cidade de Estocolmo após a dissolução da Svensk Luftrafik em 1923 e permaneceu em operação até 1952.

Durante a primeira metade de 1920, o líder nazista alemão Hermann Göring foi contratado como piloto da empresa e, em 21 de fevereiro, levou o conde Eric von Rosen para sua propriedade em Rockelstad, onde Göring conheceu sua primeira esposa, a nacional sueca Carin von Kantzow.